# 格里格爾峰
格里格爾峰（英語：Greegor Peak）是南極洲的山峰，位於瑪麗伯德地，處於帕瑟爾山西南面6公里，海拔高度550米，美國地質調查局根據測量和美國海軍拍攝的空中照片繪入地圖，現時由南極條約體系管理。